# The Fabulous Caprettos
The Fabulous Caprettos — австралійський супергурт, до складу якого входять Дейв Глісон, Джек Джонс, Рассел Морріс і Рай Тістлетвейт.

## Історія
Гурт The Fabulous Caprettos створено у 2020 році. В середині 2023 року Дейв Глісон замінив початкового учасника гурту, Деріла Брейтуейта.
Гурт гастролював у 2021 році і знову у 2023 році. Подальший тур заплановано на початок 2024 року.

## Учасники гурту
Усі учасники гурту залишаються на сцені протягом усього концерту, створюючи акомпанемент та бек-вокал для пісень один одного.
- Дейв Глісон є вокалістом гурту The Screaming Jets і був лідером гурту The Angels з 2011 по 2023 рік після смерті соліста Дока Нісона (Doc Neeson).
- Джек Джонс був вокалістом гурту Southern Sons. Він записувався або гастролював з багатьма співаками, включаючи Джона Фарнхема (John Farnham) та Ріка Прайса (Rick Price).
- Рассел Морріс є поп-співаком із 1966 року. Він є членом Залу слави ARIA та випустив трилогію блюзових альбомів, яка була відзначена нагородами у 2010-х роках.
- Рай Тістлетвейт був вокалістом і основним автором пісень гурту Thirsty Merc. Він сольний виконавець, сесійний музикант і викладач.

## Походження назви
Учасники гурту жартома називали себе «найкращими (козлами) усіх часів». Не бажаючи здаватися занадто самозакоханими і зарозумілими, вони обрали італійський замінник слова козел: capretto. Отже, The Fabulous Caprettos.

## Типовий сет-лист
Це сет-лист часів участі у гурті Деріла Брейтуейта.
1. "Sweet, Sweet Love" (Morris)
2. "Howzat" (Braithwaite)
3. "Always and Ever" (Jones)
4. "20 Good Reasons" (Thitlethwayte)
5. "Hit the Ground Running" (Caprettos original)
6. "It's All Over Now, Baby Blue" (Morris)
7. "Love Songs" (Braithwaite)
8. "Hold Me in Your Arms" (Jones)
9. "Mousetrap Heart" (Thistlethwayte)
10. "Highway to the Heart" (Caprettos original)
11. "Understanding Love" (Thistlethwayte)
12. "Hush" (Morris)
13. "Lead Me to Water" (Jones)
14. "One Summer" (Braithwaite)
15. "In the Summertime" (Thistlethwayte)
16. "Heart in Danger" (Jones)
17. "The Real Thing" (Morris)
18. "The Horses" (Braithwaite, all)

## Склад гурту
- Дейв Глісон (Dave Gleeson) — вокал
- Джек Джонс (Jack Jones) — вокал, гітара
- Рассел Морріс (Russell Morris) — вокал, гітара
- Рай Тістлетвейт (Rai Thistlethwayte) — вокал, клавішні, гітара

### Акомпануючі музиканти
- Джекі Барнс (Jackie Barnes) — барабани
- Джейсон Форхерр (Jason Vorherr) — бас